# Hr.Ms. Tholen (1943)
De Hr.Ms. Tholen (FY 1014, MV 16, M 823) ex HMS MMS 1014 was een Nederlandse mijnenveger van het type MMS 126, vernoemd naar het voormalige Zeeuwse eiland Tholen, gebouwd door de Britse scheepswerf P.K. Harris uit Appledore. Hetzelfde jaar dat het schip werd gebouwd werd het in dienst genomen bij de Nederlandse marine. Tijdens de Tweede Wereldoorlog voerde het schip mijnenveegoperaties uit in Britse wateren.
Na de Tweede Wereldoorlog heeft het schip kortstondig dienstgedaan in de Nederlandse kustwateren, omdat het schip samen met de andere Nederlandse mijnenvegers van het Type MMS 126 op 3 oktober 1945 in konvooi naar Nederlands-Indië is vertrokken. Na ongeveer zeven jaar mijnenveegoperaties te hebben uitgevoerd in Nederlands-Indië werd het schip in 1952, in Nieuw-Guinea uit dienst gesteld.